# アルベール・セガン
アルベール・セガン（Albert Séguin, 1891年3月8日 - 1948年5月9日）は、フランスの体操選手である。 彼は1924年に開催されたパリオリンピックの体操競技で、金メダル1個、銀メダル2個を獲得した。

## 経歴
1891年3月8日に、フランス・イゼール県のヴィエンヌで生まれた。1924年のパリオリンピックに出場し、跳馬横置で金メダル、団体総合と綱登りで銀メダルを獲得した。跳馬横置でマークした10点満点はオリンピック史上初めての事とされている。
1948年5月9日に、ヴィルフランシュ＝シュル＝ソーヌで死去（57歳没）。

## オリンピックでの成績
| 年   | 大会             | 場所             | 種目     | 結果 |
| ---- | ---------------- | ---------------- | -------- | ---- |
| 1924 | パリオリンピック | パリ（フランス） | 跳馬横置 | 1位  |
| 1924 | パリオリンピック | パリ（フランス） | 団体総合 | 2位  |
| 1924 | パリオリンピック | パリ（フランス） | 綱登り   | 2位  |